# A Madea Christmas
A Madea Christmas è un film statunitense del 2013 diretto e scritto da Tyler Perry.

## Premi
- 2013 - Razzie Awards
  - Peggior attrice protagonista a Tyler Perry
  - Nomination Peggior film
  - Nomination Peggior regista a Tyler Perry
  - Nomination Peggior sceneggiatura a Tyler Perry
  - Nomination Peggior coppia a Tyler Perry e Larry the Cable Guy
  - Nomination Peggior attore non protagonista a Larry the Cable Guy